# یونس کوسی-آساری
یونس کوسی-آساری (انگلیسی: Jones Kusi-Asare؛ زادهٔ ۲۱ مهٔ ۱۹۸۰) بازیکن فوتبال بازنشسته اهل سوئد است.
از باشگاه‌هایی که در آن بازی کرده است می‌توان به باشگاه فوتبال اسبیرگ، باشگاه فوتبال اوبی، باشگاه فوتبال گراتس، باشگاه فوتبال دنیزلی اسپور، باشگاه فوتبال آشوری‌ها و باشگاه فوتبال دیورگاردن اشاره کرد.
وی همچنین در تیم ملی فوتبال زیر ۲۱ سال سوئد بازی کرده است.

## دوران حرفه‌ای
یونس کوسی-آساری کار خود را در باشگاه فوتبال واسلندز در حومه استکهلم آغاز کرد. او در سال ۱۹۹۸ به باشگاه فوتبال دیورگاردن پیوست و در ۱۱ آوریل ۱۹۹۹ اولین بازی خود را در لیگ برتر فوتبال سوئد در برابر باشگاه فوتبال نورشوپینگ انجام داد. او در دو فصل اول با مشکلاتی روبرو بود، اما در سال ۲۰۰۱ به عنوان بهترین گلزن تیم انتخاب شد، با اینکه اغلب از روی نیمکت بازی را آغاز می‌کرد.
پس از گذراندن دوره‌هایی در باشگاه فوتبال گراتس در اتریش و باشگاه فوتبال دنیزلی اسپور در ترکیه، او در سال ۲۰۰۳ به فوتبال سوئد بازگشت و با باشگاه  فوتبال  لندسکرونا بویس قرارداد امضا کرد. پس از دو فصل در این تیم (۲۰۰۳ و ۲۰۰۴)، او دوباره به باشگاه فوتبال دیورگاردن بازگشت.
در دسامبر ۲۰۰۸، اعلام شد که او از بهار ۲۰۰۹ در باشگاه فوتبال اسبیرگ بازی خواهد کرد و قراردادی تا ۳۰ ژوئن ۲۰۱۱ امضا کرد. در ۱ سپتامبر ۲۰۱۰، باشگاه فوتبال اسبیرگ و باشگاه فوتبال اوبی توافق کردند که کوسی-آساری به صورت قرضی تا ۳۱ دسامبر ۲۰۱۰ به باشگاه فوتبال اوبی بپیوندد. در ۲۶ ژانویه ۲۰۱۱، یونس با باشگاه فوتبال آشوری‌ها از سودرتالی قرارداد امضا کرد.